# Amphisbaena cunhai
Espèce
Amphisbaena cunhai est une espèce d'amphisbènes de la famille des Amphisbaenidae.

## Répartition
Cette espèce est endémique du Brésil. Elle se rencontre en Amazonas et au Rondônia.

## Étymologie
Cette espèce est nommée en l'honneur d'Osvaldo Rodrigues da Cunha.

## Publication originale
- Hoogmoed & Avila, 1991 : A new species of small Amphisbaena (Reptilia: Amphisbaenia: Amphisbaenidae) from western Amazonian Brazil. Boletim do Museu Paraense Emilio Goeldi, Serie. Zoologia, vol. 7, n. 1, p. 77-94.